# Ždírec (powiat Havlíčkův Brod)
Ždírec – miejscowość i gmina (obec) w Czechach, w kraju Wysoczyna, w powiecie Havlíčkův Brod. W 2022 roku liczyła 146 mieszkańców.